# Kandwa
Kandwa là một thị trấn thống kê (census town) của quận Varanasi thuộc bang Uttar Pradesh, Ấn Độ.

## Nhân khẩu
Theo điều tra dân số năm 2001 của Ấn Độ, Kandwa có dân số 7762 người. Phái nam chiếm 53% tổng số dân và phái nữ chiếm 47%. Kandwa có tỷ lệ 64% biết đọc biết viết, cao hơn tỷ lệ trung bình toàn quốc là 59,5%: tỷ lệ cho phái nam là 74%, và tỷ lệ cho phái nữ là 52%. Tại Kandwa, 17% dân số nhỏ hơn 6 tuổi.